# Ungarische Eishockeyliga 1949/50
Die Saison 1949/50 war die 13. Spielzeit der ungarischen Eishockeyliga, der höchsten ungarischen Eishockeyspielklasse. Meister wurde zum ersten Mal in der Vereinsgeschichte überhaupt Meteor Mallerd.

## Modus
In der Hauptrunde absolvierte jede der vier Mannschaften insgesamt sechs Spiele. Der Erstplatzierte der Hauptrunde wurde Meister. Für einen Sieg erhielt jede Mannschaft zwei Punkte, bei einem Unentschieden gab es einen Punkt und bei einer Niederlage null Punkte.

## Hauptrunde

### Tabelle
|    | Klub             | Sp | S | U | N | Tore  | Punkte |
| -- | ---------------- | -- | - | - | - | ----- | ------ |
| 1. | Meteor Mallerd   | 6  | 5 | 1 | 0 | 32:15 | 11     |
| 2. | MTK Budapest     | 6  | 3 | 0 | 3 | 31:20 | 6      |
| 3. | Ferencvárosi TC  | 6  | 2 | 2 | 2 | 19:19 | 6      |
| 4. | Budapesti Postás | 6  | 0 | 1 | 5 | 14:42 | 1      |

Sp = Spiele, S = Siege, U = unentschieden, N = Niederlagen, OTS = Overtime-Siege, OTN = Overtime-Niederlage, SOS = Penalty-Siege, SON = Penalty-Niederlage

### Platzierungsspiel um Platz 2
- MTK Budapest – Ferencvárosi TC 5:3